# Russky Standart
Russky Standart (en russe : Русский Стандарт) est un groupe russe spécialisé dans la fabrication et la commercialisation de vodka premium, la distribution de spiritueux ainsi que dans le service bancaire et d'assurance. Son fondateur est Roustam Tariko, un des plus riches entrepreneurs russes.

## Banque Russky Standart
La Banque Russky Standart a été fondée en 1999. La banque a été créée sous l'initiative des financistes et entrepreneurs russes, ayant une très grande pratique dans le monde des affaires et la création d'entreprises.
L'entreprise de conseil McKinsey&Co a participé à l'élaboration du plan d'affaires, des stratégies de développement de la Banque Russky Standart et ses structures.

## Distribution de spiritueux
L'entreprise est le leader dans la distribution de marques premium en Russie.
- Campari
- Carolans
- Cinzano
- Jägermeister
- Piper-Heidsieck
- Rémy Martin

## Russky Standart
Après s'être lancé dans la distribution de produits occidentaux, Roustam Tariko a une idée, celle de créer son propre produit de luxe, témoignant de la tradition de la Russie. En 1998, il lance donc la Russian Standard Original. Suivront deux autres vodka premium, la Platinum en 2001 et l’Imperia en 2004. Elles représentent aujourd’hui 65 % du marché des vodkas haut de gamme en Russie 
.